# Rigadin et ses fils
Pour plus de détails, voir Fiche technique et Distribution.
Rigadin et ses fils est un film muet français réalisé par Georges Monca, sorti en 1911.

## Fiche technique
- Titre : Rigadin et ses fils
- Réalisation : Georges Monca
- Scénario :
- Photographie :
- Montage :
- Société de production : Société cinématographique des auteurs et gens de lettres (S.C.A.G.L)
- Société de distribution : Pathé Frères
- Pays d'origine :  France
- Langue : film muet avec les intertitres en français
- Métrage : 220 mètres
- Format : Noir et blanc — 35 mm — 1,33:1 — Muet
- Genre :  Comédie
- Durée : 7 minutes et 20 secondes
- Dates de sortie : 
  - France : 10 février 1911

## Distribution
- Charles Prince : Rigadin
- Paul Landrin
- Fernande Bernard
- Marcelle Barry
- Germaine Lançay
- Henri Legrand
- André Barally
- Didier
- Bessy
- Benoît
- Madame Dernis
- Madame Mac Lean
- Martha
- Candieux
- Madame Massard
- Elyane
- Calvin
- Anthonin
- Darville
- Tauffenberger fils